# Archivo del Museo Provincial de Lugo
El Archivo del Museo Provincial de Lugo alberga diferentes fondos que a lo largo del tiempo han sido donados o depositados en la institución. Se ubica en el propio edificio del Museo, compartiendo estancia con una biblioteca especializada y en la actualidad está organizado en diferentes fondos de acuerdo a sus características.  Depende directamente de la Diputación Provincial de Lugo y de la Red Museística Provincial de Lugo.

## Historia
Forma parte del Museo Provincial de Lugo desde enero de 1934, pero ya desde la creación de la institución en 1932 comenzará a recibirse documentación que constituirá el germen del futuro Archivo. En concreto, el 1 de abril de 1932 ingresan en el Museo Provincial de Lugo, la Cédula Real expedida el 17 de diciembre de 1754 a favor del Cabildo de la Catedral de Lugo y el Privilegio del Consejo de la Ciudad de Lugo, de alcabalas y sellos, dado en Valladolid en 20 de agosto de 1536.
A pesar de contar siempre con un espacio propio, en el Archivo y Biblioteca las condiciones de conservación no fueron en todo momento las más adecuadas. En 1991, se procede al traslado desde el local que ocupaban a la entrada del Museo hasta las actuales dependencias pero, en 2015, dentro ya del lugar del que dispone actualmente el departamento de Archivo y Biblioteca, vuelve a efectuarse un nuevo cambio de localización de las unidades documentales del Archivo que pasan a ocupar las estanterías situadas al fondo del depósito de la Biblioteca, buscando conseguir un mayor control de la temperatura y, sobre todo, de la intensidad lumínica.
Será también, en el 2015, cuando se inicie la automatización del Archivo, a través de un programa de becas de la propia Red Museística Provincial. En esta labor interviene el beneficiario de la Beca de Archivos durante ese año, Ángel Arcay Barral, bajo la supervisión de la responsable de la Biblioteca, Mercedes Salvador, y la directora del Museo Provincial, Aurelia Balseiro. Es en este momento cuando se implementa la creación del archivo digital a través del software libre de ICA-AtoM que estará en vigor hasta el año 2020.
En octubre de 2020 se instala una nueva versión del software AtoM, quedando anulado el programa anterior debido a sus limitaciones al ser utilizado exclusivamente de manera interna, siendo accesible al personal del Archivo únicamente. Se busca entonces dar un paso más y que sea posible acceder a los fondos documentales del Archivo a través de internet y de una página web.
Desde entonces, con Begoña Fernández como responsable del Archivo del Museo Provincial de Lugo y bajo la supervisión de la empresa de servicios documentales DataLib, se va a desarrollar una nueva interfaz acompañada de las periódicas actualizaciones de software.
El 20 de enero de 2022 se hace pública la nueva dirección web cuya finalidad es que cualquier persona externa pueda tener acceso a los fondos archivísticos así como ofrecer un cuadro de clasificación completamente modernizado y organizado.
A fin de responder a unas mejores condiciones de conservación y accesibilidad, se han ido llevando a cabo traslados y reorganizaciones de sus fondos de una forma continuada. La base documental también se ha visto incrementada gracias a nuevas donaciones, como la de don José Antonio Cobreros Aranguren que incluye 11 cartapacios de documentación, 3 libros manuscritos más otros 3 impresos: el Catálogo General da Exposición Regional de Lugo, de 1896, Juegos florales. Certamen literario de la Exposición Regional de Lugo, también de 1896 y el Libro de la Coronación de Nuestra Señora la Virgen de los Ojos Grandes, de 1904.

## Cuadro de clasificación de los fondos documentales
La clasificación de los fondos documentales del Archivo se organiza actualmente en la siguiente división:
1 Fondo documental público
1.1.  Administrativo
1.2.  Protocolos notariales
1.3. Porcones o alegaciones
1.4. Apeos del Conde de Altamira
2. Agrupación de Fondos documentales privados
2.1. F. Agrupación de fondos documentales familiares
| 1. Casa de Alba            | 7. Coto de Neira           | 13. Casa de Outeiro         |
| 2. Conde de Santiago       | 8. Fortaleza de San Paio   | 14. Casa Da Horta           |
| 3. Familia Pardo Vila      | 9. Sta. Mª Cedofeita       | 15. Marquesado de Hombreiro |
| 4. Casa de la Barrera      | 10. Familia Berbetoros     | 16. Casa de Castroagude     |
| 5. Familia Barrio Alvarado | 11. Pazo Torre de Cumbraos | 17. Casa Pacio de Tuiriz    |
| 6. Casa Goián              | 12. Casa Miranda           | 18. Vilouzan                |

2. 2. P. Agrupación de fondos documentales personales
| 1. José Mª Coira Sanjurjo       | 6. Amor Meilán        | 11. Gonzalo Gayoso Carreira         |
| 2. Vicente Latorre Ventura      | 7. Purificación Pardo | 12. Trapero Pardo                   |
| 3. Melencio López Castro de Amo | 8. Amando Losada      | 13. José Antonio Cobreros Aranguren |
| 4. Conde Pallares               | 9. Celia Moreira      |                                     |
| 5. Jesús Noya                   | 10. M. Gómez Román    |                                     |

2.3. R. Agrupación de fondos documentales religiosos
- Eclesiásticos, Encomienda de Portomarín, pergaminos y cantorales

2.4. M. Agrupación de fondos documentales militares
- Guerra de la Independencia, Hacienda, Reales Cédulas y Reales Órdenes

2.5. E. Agrupación de fondos documentales de empresa
- Sargadelos[9] y Escuela Matías López

2.6. DS. Documentos sueltos
3. Colecciones
3.1. Documentos textuales
3.2. Documentos figurativos: mapas, planos, sellos, dibujos
3.3. Documentos audiovisuales: fotografías, postales

## Edificio
El Archivo se localiza dentro del edificio del Museo Provincial, antiguo convento de San Francisco, situado en el centro histórico de la ciudad de Lugo. Comparte estancia con la Biblioteca especializada del museo, cuya responsable desde el año 2022 es Blanca Pacín. 

## Acceso al Archivo del Museo Provincial de Lugo
El Archivo abre de lunes a viernes en horario de 09:00 a 14:30. Sus fondos pueden ser consultados sin restricciones, salvo excepciones por motivos de conservación. La consulta de los originales ha de realizarse en la sala, salvo existir una reproducción digital lo que podrá llevarse a cabo a través del sitio del Archivo Digital alojado dentro de la web de la Red Museística Provincial.